# Henry Pottinger Stephens
Henry Pottinger Stephens, cunoscut și ca Henry Beauchamp, (n. 1851 – d. 11 februarie 1903) a fost un dramaturg și jurnalist englez.

## Viața și cariera
„Pot” Stephens s-a nǎscut în Barrow upon Soar, Leicestershire. El și-a început cariera ca jurnalist lucrând pentru „The Daily Telegraph” (Telegraful Zilnic) și Tit-Bits, printre alții, și a fost primul editor de la „Tropical Times” (Timpuri Tropicale).
Stephens a scris prima lui comedie bufă, din India, în 1879 sub protecția lui German Reed la St. George's Hall. Curând el a scris versuri pentru Robbing Roy (comedie bufă a lui Francis Burnand la Teatrul Gaiety) și a colaborat cu Burnand la alte câteva comedii bufe.
El a murit la Londra.